# Ainhoa Ibarra
Ainhoa Ibarra Astellara (Guernica, 27 ottobre 1968) è un'ex sciatrice alpina spagnola.

## Biografia

### Stagioni 1988-1994
Ainhoa Ibarra debuttò in campo internazionale in occasione dei XV Giochi olimpici invernali di Calgary 1988 dove, dopo esser stata portabandiera della Spagna durante la cerimonia di apertura, si classificò 33ª nel supergigante e non completò lo slalom gigante; ai successivi XVI Giochi olimpici invernali di Albertville 1992 si piazzò 29ª nel supergigante, 24ª nello slalom gigante e 26ª nello slalom speciale.
Nel 1993 ottenne il primo piazzamento in Coppa del Mondo, il 16 gennaio a Cortina d'Ampezzo in supergigante (56ª), ed esordì ai Campionati mondiali nella rassegna iridata di Morioka, dove fu 39ª nel supergigante; l'anno dopo ai XVII Giochi olimpici invernali di Lillehammer 1994, dopo esser stata nuovamente portabandiera della Spagna durante la cerimonia di apertura, si classificò 27ª nel supergigante, 17ª nello slalom gigante e non concluse lo slalom speciale.

### Stagioni 1995-2000
Nel 1995 conquistò l'ultima vittoria in Coppa Europa (nonché ultimo podio), il 25 gennaio a Bardonecchia in slalom gigante, e ottenne il miglior piazzamento in Coppa del Mondo, il 18 febbraio a Åre nella medesima specialità (8ª). Gareggiò nello slalom gigante anche ai Mondiali di Sierra Nevada 1996 e di Sestriere 1997: si piazzò 8ª nella prova disputata in Spagna e non completò quella svoltasi in Italia.
Ai XVIII Giochi olimpici invernali di Nagano 1998, sua ultima presenza olimpica, non completò lo slalom gigante; nella medesima specialità ai Mondiali di Vail/Beaver Creek 1999, sua ultima presenza iridata, si classificò 15ª. Si ritirò all'inizio della stagione 1999-2000 e la sua ultima gara fu lo slalom gigante di Coppa del Mondo disputato il 19 novembre a Copper Mountain, non completato dalla Ibarra.

## Palmarès

### Coppa del Mondo
- Miglior piazzamento in classifica generale: 67ª nel 1998

### Coppa Europa
- 1 podio (dati dalla stagione 1994-1995):
  - 1 vittoria

#### Coppa Europa - vittorie
| Data            | Località     | Paese  | Specialità |
| --------------- | ------------ | ------ | ---------- |
| 25 gennaio 1995 | Bardonecchia | Italia | GS         |

Legenda:

GS = slalom gigante

### Campionati spagnoli
- 3 medaglie (dati dalla stagione 1994-1995):
  - 1 oro (slalom gigante nel 1998)
  - 2 bronzi (slalom speciale nel 1997; slalom speciale nel 1998)